# Haemaphysalis obesa
Haemaphysalis obesa är en fästingart som beskrevs av Larrousse 1925. Haemaphysalis obesa ingår i släktet Haemaphysalis och familjen hårda fästingar. Inga underarter finns listade i Catalogue of Life.